# Bryn Myrddin

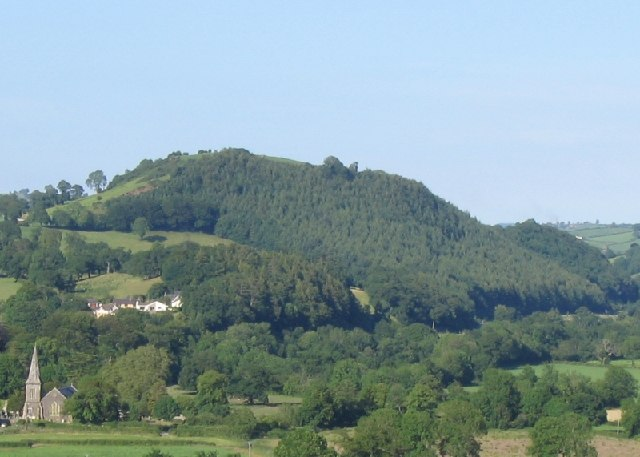
Bryn Myrddin

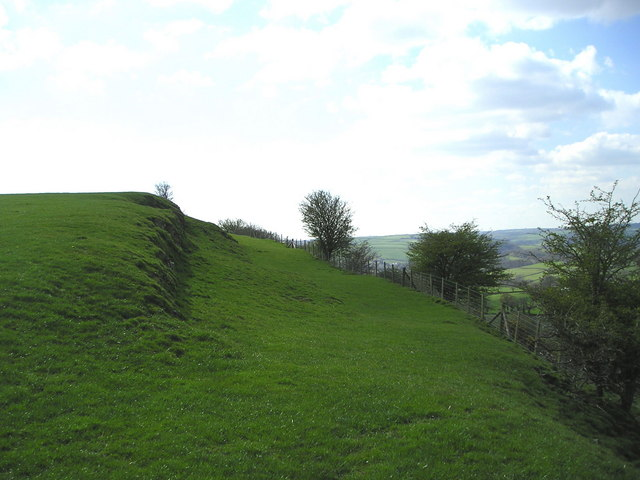
Hillfort

Bryn Myrddin (deutsch Merlins Hügel) ist ein Hügel mit einem Hillfort in Carmarthenshire in Wales. Es liegt im Tywi Valley, in der Nähe von White Mill, zwischen Abergwili und Nantgaredig, etwa 4,0 km östlich von Carmarthen, nördlich der Autobahn A40.
Das eisenzeitliche Fort umfasst etwa 4,0 Hektar und wird von einem großen Wall geschützt. Es gibt einen Zugang an der nordöstlichen Ecke, der durch eine enge Kurve nach innen und umfangreiche Wälle geschützt ist.
Die Verbindung zu Merlin, der in den Legenden des Artuskreises eine herausragende Rolle spielt, scheint alt zu sein. Nach der Legende von 1188 von Gerald of Wales (1146–1223) wurde Merlin in Carmarthen geboren.
Bryn Myrddin hillfort ist auf der Cadw-Liste eines von etwa 300 Hillforts, wobei Archäologen von etwa 570 ausgehen. Tre’r Ceyri im Norden von Wales, ist der höchste eisenzeitliche Hügel Nordwesteuropas. Seine Fläche beträgt aber nur 2,5 ha. Die größte Fläche hat Llanymynech Hillfort in Powys mit etwa 57,0 Hektar.